# Picco Mosca
Il Picco Mosca (in russo пик Москва; in tagico Қуллаи Москва, Qullai Moskau) è una montagna del Tagikistan (Asia centrale).

## Geografia
Questa montagna ammantata da ghiacciai raggiunge i 6785 m e costituisce il punto culminante della catena di Pietro il Grande nel Pamir occidentale. 15,7 km più ad est si innalza il Picco Ismail Samani (già Picco del Comunismo e Picco Stalin). Dal Picco Mosca si dipartono tre creste montuose: una diretta ad est verso il Picco Ismail Samani, un'altra ad ovest/sud-ovest e una terza a nord-ovest. Dal versante nord-orientale della montagna si diparte il ghiacciaio Fortambek, mentre sul suo versante occidentale si trova l'estremità superiore del ghiacciaio Sagran. A sud del Picco Mosca scorre in direzione ovest il ghiacciaio Gando.

## Storia
La cima principale fu scalata per la prima volta da I. Bogatšov nel 1959. Quella un po' più bassa ad ovest (6725 m) era già stata scalata da D. Oboladze nel 1956.